# V3+ 네오
V3+ 네오(V3+ Neo)는 바이러스 피해 예방 및 확산 방지를 목적으로 1999년부터 통신망을 통해 안랩이 개인 사용자에게 보급하는 도스용 백신 소프트웨어이다. V3+ Neo는 개인 사용자를 위한 평가판 형태로 배포하는 것이므로 개인에 한해서만 사용이 허락되었다. 따라서 개인 사용자가 아닌 단체(관공서, 기업 등 단체 사용)에서 V3 제품군의 정품을 구입하지 않고 V3+ Neo 을 공동의 업무에 사용하는 것은 불법이다. 2010년 1월 13일이 마지막 버전이며 2010년 1월 19까지 안랩 홈페이지의 다운로드 코너를 통해 배포하였으나, 이 이후로는 V3+ Neo 서비스가 중단되어 더 이상의 최신 버전을 배포하고 있지 않다. 반드시 V3+ Neo의 모든 파일 중의 일부를 누락하거나 관계 없는 파일을 추가해 배포하면 안 되며(안랩에서 내려받은 파일 그대로 배포해야함.) 영리 목적으로 사용하려면 반드시 안랩의 허락을 받아야 한다.

## 사용 환경
V3.EXE는 MS-DOS 3.2 이상이 설치되어 있는 i386 이상의 IBM-PC 호환 컴퓨터에서 사용이 가능하고, MS-DOS 3.2 이상의 버전과 호환되는 DR-DOS, PC-DOS, Novell-DOS, 4-DOS, N-DOS, 윈도우 도스창에서 사용할 수 있다.

## 구성
V3+ Neo에 포함된 V3.EXE는 지금까지 한국에서 발견된 컴퓨터 바이러스들을  진단·치료하는 프로그램이다. 또한 V3BACKUP.EXE는 부트 바이러스에 감염된 부트영역의 샘플을 간단하게 채취할 수 있는 유틸리티이다. 이밖에 사용법 등을 담은 문서 파일들로 구성되어 있다. 백신 프로그램의 버전은 한국에서 발견된 예방, 진단, 치료 가능한 컴퓨터 바이러스의 숫자를 나타낸다. 예를 들어 버전 20677은 20,677종의 컴퓨터 바이러스를 진단/치료/예방할 수 있다는 뜻이다.

### 프로그램 구성 파일
- V3.EXE : 진단, 치료용 실행 파일
- V3BACKUP.EXE : 부트 데이터 샘플 채취 유틸리티
- V3WARPD.V3D, V3WARPN.V3D, V3WARPA.V3D, V3NEO32.V3D : 관련 데이터 파일
- CWSDPMI.EXE  : 도스환경에서 V3+ Neo 실행에 필요한 실행파일
- V3SOS.EXE : V3+ Neo 디스켓 배포 제작 실행 파일
- RAMDFIND.EXE : 부팅 디스켓으로 부팅할 때 램 드라이브 위치 확인 유틸리티
- README-J.TXT : V3+ Neo 안내 및 주의사항 (조합형 한글 코드로 저장된 파일)
- README-K.TXT : V3+ Neo 안내 및 주의사항 (완성형 한글 코드로 저장된 파일)
- UPDATE-J.TXT : V3+ Neo 업데이트 사항 (조합형 한글 코드로 저장된 파일)
- UPDATE-K.TXT : V3+ Neo 업데이트 사항 (완성형 한글 코드로 저장된 파일)
- MANUAL-J.TXT : V3+ Neo 사용설명서 (조합형 한글 코드로 저장된 파일)
- MANUAL-K.TXT : V3+ Neo 사용설명서 (완성형 한글 코드로 저장된 파일)